# Joseph Meister

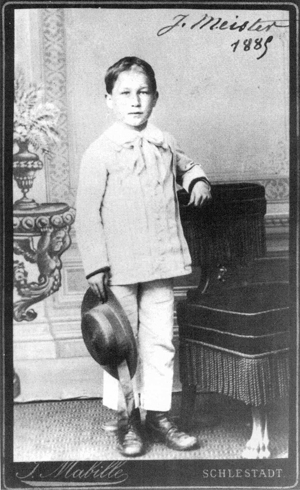
Joseph Meister im Jahre 1885

Joseph Jean Baptiste Meister (* 21. Februar 1876 in Paris; † 24. Juni 1940 ebenda) war der erste Mensch, der vollständig gegen Tollwut geimpft wurde.

## Herkunft der Familie
Die Familie Meister stammte väterlicherseits aus dem Sundgau. Sein Vater Joseph Antoine lernte die aus dem elsässischen Steige gebürtige Marie-Angélique Sonnefraud in Paris kennen, wohin beide – wie so viele Elsässer im 19. Jahrhundert – gezogen waren. Sie heirateten am 25. April 1870. Da ihre Heimat nach dem Deutsch-Französischen Krieg vom Deutschen Reich annektiert worden war, blieben sie zunächst in der Hauptstadt, wo sie im 18. Arrondissement wohnten. Joseph Antoine Meister arbeitete als Bäcker, seine Frau als Posamentiererin. In Paris kamen ihre ersten vier Kinder zur Welt, zunächst drei Töchter, dann Joseph Meister als erster Sohn. 1877 zog die Familie ins Heimatdorf der Mutter Steige, das sich nunmehr unter deutscher Herrschaft befand. In dem Ort, der sich nahe der deutsch-französischen Grenze befand, wurde jedoch weiterhin Französisch gesprochen. Joseph Meisters Vater eröffnete dort eine Bäckerei.

## Der 4. Juli 1885
Von den im Folgenden dargestellten Ereignissen gibt es zwei Versionen: Die von Louis Pasteur in Umlauf gesetzte und dann von seinem Biografen René Valléry-Radot ausgeschmückte Variante, die jedoch auf Informationen aus zweiter Hand beruht, ist zur Grundlage der traditionellen Darstellung in den Geschichtsbüchern geworden. Anlässlich des 100-jährigen Jubiläums entdeckte der Lokalhistoriker André Dubail, dass Joseph Meister eigene Erinnerungen hinterlassen hatte, die in vielen Details abweichen. Sie sind hier zugrunde gelegt, Varianten der traditionellen Version finden sich in den Fußnoten.
Am Morgen des 4. Juli 1885 weckte der Bäcker Joseph Antoine Meister seinen ältesten Sohn gegen 5 Uhr morgens, um aus dem Nachbarort Meisengott (heute französisch: Maisonsgoutte) flüssige Hefe von einer Brauerei zu holen. Nahe dem Zentrum des Dorfs wurde der Neunjährige von einem Jagdhund angefallen, der ihn in die rechte Hand und – nachdem der Junge hingefallen war – in die Beine biss. Ein Schlosser hatte die Szene beobachtet und verjagte den Hund mit einer Eisenstange. Später kam dessen Besitzer Théodore Vonné hinzu, dem es gelang, den Hund am Halsband zu fassen und in eine Garage zu sperren, allerdings nicht ohne selbst gebissen zu werden. Die Wunden des Kindes wurden am Dorfbrunnen gewaschen, eine der Töchter des Hundebesitzers flickte ihm die zerrissene Kleidung, Vonné selbst gab ihm als Wiedergutmachung eine Mark. Niemand brachte jedoch den stark verletzten Joseph Meister nach Hause, der sich auf dem Rückweg ständig setzen musste, um sich auszuruhen.
Nach Angaben Meisters sowie eines Zeitungsartikels soll der Hund noch weitere Personen und Tiere angefallen haben, jedoch ist zumindest nichts dergleichen gemeldet worden. Théodore Vonné zögerte anscheinend, sofort seinen wertvollen Jagdhund zu töten, sondern versuchte, ihn zu einem Tierarzt ins 25 km entfernte Schlettstadt zu bringen. Auf dem Weg versuchte das Tier, weitere Personen zu beißen, sodass er von Gendarmen getötet wurde. Vonné brachte den Kadaver zum Tierarzt, der bei einer Nekropsie im Magen des Hundes Heu, Stroh und Holzsplitter fand, was damals als sicheres Zeichen von Tollwut galt.
Josephs Eltern brachten ihren Sohn zum nächsten Arzt, dem in Weiler praktizierenden Eugène Weber, der gegen acht Uhr abends die Wunden mit Karbolsäure (Phenol) ausspülte. Während Vonné in Schlettstadt auf die Kutsche wartete, besuchte er ein Café, wo er von den Ereignissen erzählte. Drei Herren erinnerten sich, in einer Zeitung von einem Pariser Chemiker namens Pasteur gelesen zu haben, der im Tierversuch gute Erfolge mit einer Tollwutschutzimpfung errungen habe. Nach seiner Rückkehr suchte Vonné die Eltern auf, berichtete ihnen von der Diagnose des Tierarztes und von dem Wissenschaftler in Paris. Sie entschlossen sich noch am selben Abend, nach Paris zu fahren. Am 5. Juli, einem Sonntag, machte sich Josephs Mutter mit ihrem Sohn sowie Théodore Vonné auf die lange Reise, sie passierten die Grenze nach Frankreich und nahmen in Saint-Dié einen Zug nach Nancy, dann nach Paris. Dort wollte man den Reisenden in mehreren Krankenhäusern die Adresse des in Medizinerkreisen umstrittenen Pasteur nicht nennen, bis sich Madame Meister schließlich durchsetzte. Sie erfuhren, dass Pasteur in der École normale supérieure in der rue d’Ulm tätig war.

## Der Stand der Tollwutschutzimpfung
Louis Pasteur hatte ein Verfahren zur Tollwutschutzimpfung entwickelt, das im Tierversuch an Hunden funktionierte und von einer Untersuchungskommission geprüft worden war. Darüber war auch in Tageszeitungen berichtet worden. Seinerzeit war unbekannt, dass er sein Verfahren bereits an zwei Menschen erprobt hatte, die Behandlung jedoch aus jeweils unterschiedlichen Gründen hatte abbrechen müssen. Diese ersten Behandlungsversuche sind erst von dem US-amerikanischen Wissenschaftshistoriker Gerald L. Geison in Pasteurs Labortagebüchern entdeckt worden. Pasteur hatte danach sein Verfahren zur Impfstoffherstellung verändert, das veränderte Verfahren jedoch noch nicht ausreichend im Tierversuch erprobt. Dies mag der Grund sein, warum er noch am 12. Juni 1885 die ihm schriftlich vorgeschlagene Behandlung von zwei Personen ablehnte. Nun sah er sich am 6. Juli unmittelbar zwei gebissenen Personen gegenüber. Im Fall von Théodore Vonné war schnell klar, dass der Biss nicht das Hemd durchdrungen und damit keine Wunde verursacht hatte. Pasteur schickte ihn nach Hause. Joseph Meister war dagegen am rechten Arm und an den Beinen mehrfach von dem Hund verwundet worden.
Eine eindeutige Tollwutdiagnose beim Hund hätte nur durch eine Übertragung von Gewebe auf Kaninchen geleistet werden können, eine Technik, die damals nur in Pasteurs Labor beherrscht wurde. Der Kadaver des Hundes war jedoch nicht verfügbar. Die Autopsie-Ergebnisse galten zwar als sicheres Indiz, dass das Tier tatsächlich tollwütig war; nach Pasteurs eigenen Angaben wird jedoch nur etwa jeder zehnte von einem tollwütigen Tier gebissene Mensch tatsächlich infiziert. Joseph Meister hätte also mit etwa 90-prozentiger Wahrscheinlichkeit auch ohne Behandlung überlebt; nur im Falle einer Infektion hätte ihn der – dann allerdings sichere – Tod erwartet.

## Die Behandlung

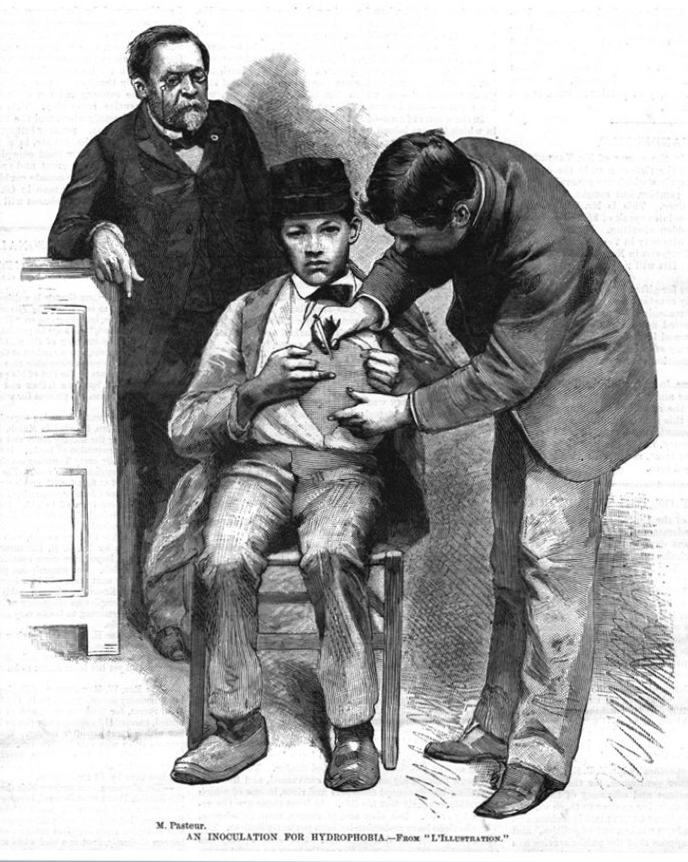
Jean-Baptiste Jupille wird in einer zeitgenössischen Darstellung als zweiter Mensch gegen Tollwut geimpft. Da Pasteur kein Arzt war, schaut er aus dem Hintergrund zu.

Pasteur entschloss sich zu einem Behandlungsversuch. Als Chemiker war er nicht zur Behandlung von Menschen berechtigt. Er holte aus einer gerade laufenden Sitzung der Akademie der Wissenschaften zwei befreundete Ärztekollegen, Edmé Félix Alfred Vulpian und Jacques-Joseph Grancher, die seine Diagnose bestätigten. Zwei Ärzte –  Vulpian und allem Anschein nach auch Pasteurs eigener Mitarbeiter Roux – weigerten sich, die Behandlung auszuführen. Der Impfstoff wurde dann von Grancher injiziert. Da Pasteur keine Belegbetten in einem Krankenhaus zur Verfügung standen, ließ er Mutter und Sohn Meister in einem Laborgebäude der Rue Vauquelin zwei Betten herrichten.

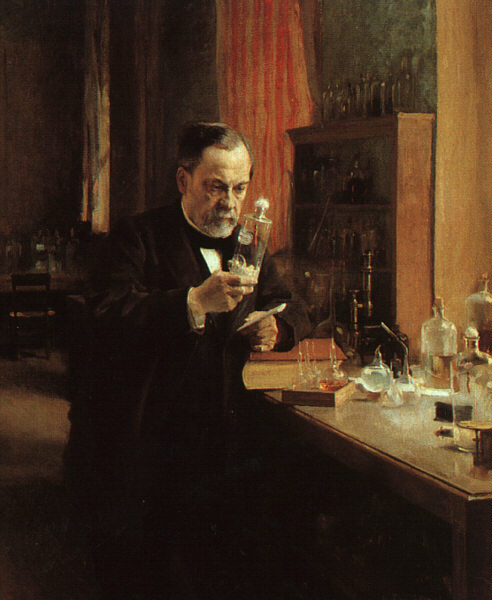
In einem häufig reproduzierten Bild von Albert Edelfelt betrachtet Louis Pasteur eine Flasche, in der an einem Faden das getrocknete Rückenmark eines tollwütigen Kaninchens über einem Trocknungsmittel hängt.

Das Behandlungsschema erforderte die wiederholte Injektion von Emulsionen des getrockneten Rückenmarks von tollwütigen Kaninchen. Je länger das Rückenmark getrocknet hatte, umso weniger virulent waren die Viren dieses Lebendimpfstoffs. Noch am Abend des 6. Juli – sechzig Stunden nach der mutmaßlichen Infektion – wurde Joseph Meister eine halbe Pravaz-Spritze mit der Emulsion eines Rückenmarks von einem Kaninchen injiziert, das sechzehn Tage zuvor an Tollwut gestorben war. In den folgenden Tagen bis zum 16. Juli wurden dem Jungen insgesamt 13 Spritzen mit zunehmend frischerem Rückenmark verabreicht. In Übertragungsexperimenten auf Kaninchen erwies sich der Impfstoff aus den ersten sieben Impfungen als nicht virulent, die späteren Impfstoffgaben waren zunehmend virulent. Die Kaninchen, die zur Kontrolle Impfstoff aus den letzten beiden Injektionen erhalten hatten, erkrankten bereits sieben Tage später an Tollwut.
Bei der letzten Impfung – das Rückenmark hatte lediglich einen Tag lang getrocknet – übertrug Pasteur voll virulente Tollwutviren. Der italienische Wissenschaftshistoriker Antonio Cadeddu hat in diesem Zusammenhang auf ein medizin-ethisches Problem hingewiesen: Mindestens die letzten drei Impfungen waren nicht mehr durch die Behandlung motiviert, sondern Pasteur nutzte die Gelegenheit zu einem Menschenversuch, ob der Junge durch die vorhergehenden Impfungen tatsächlich gegen Tollwut immun geworden war. Angesichts der Tatsache, dass Joseph Meister bei dem vorausgegangenen Unfall mit hoher Wahrscheinlichkeit nicht infiziert worden war, war das nach dem Urteil von Cadeddu moralisch nicht gerechtfertigt. Joseph Meister überlebte. Louis Pasteur hatte zum ersten Mal einen Menschen vollständig und erfolgreich gegen Tollwut geimpft.
Louis Pasteur gab die Behandlung von Joseph Meister sowie die begonnene Behandlung eines zweiten Menschen – des Schäfers Jean-Baptiste Jupille – am 26. und 27. Oktober vor den Akademien der Wissenschaften und der Medizin bekannt und verursachte damit international eine Sensation.

## Joseph Meisters weiteres Leben
Joseph Meister blieb bis zum 27. Juli unter der ärztlichen Kontrolle von Grancher in Paris, danach wurde er im Elsass von dem Arzt Weber betreut. Ab dem 20. August war sich Pasteur sicher, dass der Junge keine Tollwut entwickelte. Pasteur blieb in den folgenden Jahren mit Joseph Meister brieflich in Kontakt und unterstützte die Familie auch mit Geld, als die Bäckerei in Schwierigkeiten geriet. Im Herbst 1890 trat der nunmehr 14-jährige Joseph Meister in den Dienst von Louis Pasteur, litt jedoch so sehr unter Heimweh, dass er im folgenden Jahr ins Elsass zurückkehrte. Dort lernte er bei seinem Vater das Bäckerhandwerk. Im Alter von 20 Jahren leistete er seinen Wehrdienst im Deutschen Heer. Da sein Bruder Léon die väterliche Bäckerei übernahm, suchte er sich Arbeit in einer Bäckerei in Weiler und heiratete schließlich 1903 die Tochter des Besitzers, Elise Klein. Nach dem Tod seines Schwiegervaters erbte er 1908 die Bäckerei. Das Geschäft lief schlecht und wurde 1912 verkauft.
Joseph Meister wandte sich an das Institut Pasteur, wo Roux ihm die Stelle eines Hausmeisters verschaffte. Durch seinen Umzug nach Paris entging er dem Kriegsdienst im Deutschen Heer während des Ersten Weltkriegs, den etwa sein Bruder Léon leisten musste. Bis 1916 kamen insgesamt sieben Kinder zur Welt, von denen vier das Erwachsenenalter erreichten. Zwei Töchter traten später ebenfalls in den Dienst des Institut Pasteur. Im Zweiten Weltkrieg schickte Joseph Meister seine Familie aufs Land. Am 14. Juni 1940 besetzten deutsche Truppen Paris. Zehn Tage später nahm sich Joseph Meister das Leben. Obwohl häufig behauptet wird, dass er sich geweigert habe, deutschen Soldaten Zugang zur Krypta Pasteurs zu gewähren, sind die genauen Umstände seines Todes unklar. Meisters Frau Elise starb am 10. November 1944.

## Nachruhm
Pasteur, der ein glühender Patriot war, zeigte sich erfreut, dass der erste Mensch, der erfolgreich gegen Tollwut geimpft wurde, aus dem Elsass stammte. Die deutschen Behörden unternahmen ihrerseits eine gründliche Untersuchung des Falls. Die Impfung wurde zum Anlass, das Institut Pasteur zu gründen. Im Elsass forderten insgesamt elf Zeitungen zu Spenden auf, wofür Pasteur sich in einem gerührten Brief bedankte. Joseph Meisters Freitod im Zweiten Weltkrieg wurde von vielen Franzosen als Zeichen aufgefasst, dass das Elsass nie wieder deutsch werden würde. Sonderbarerweise erhielt der zweite Mensch, der vollständig gegen Tollwut geimpft wurde – Jean-Baptiste Jupille –, eine Statue im Hof des Institut Pasteur, Joseph Meister dagegen nicht.